# Rudy Aerts
Rudy Aerts (Tilburg, 2 september 1977) is een Nederlands voormalig voetballer.
Aerts speelde onder meer voor Willem II en Telstar.

## Carrière
Aerts speelde twee seizoenen voor Willem II en twee seizoenen voor Telstar. Na een jaar clubloos te zijn geweest vervolgde hij zijn carrière bij amateurclubs, waaronder Kozakken Boys.